# Massacre de Melilha
O massacre de Melilha foi a matança de várias dezenas de migrantes da África subsaariana perpetrada pela gendarmaria de Marrocos com o apoio da Guarda Civil espanhola no 24 de junho de 2022 na divisória da fronteira de Melilha, durante un salto massivo de entre 500 e 2.000 pessoas na alvorada do mesmo dia para cruzar a fronteira com Espanha. Na disputa do número de vítimas, segundo as fontes oficiais marroquinas o balance foi de 23 migrantes e 2 gendarmes mortos e ademais 76 migrantes e 140 gendarmes feridos. Em câmbio, as organizações não governamentais pro direitos humanos elevaram a cifra de migrantes mortos até 37 e exigiram investigações contra a ação policial desproporcionada.
Ante o silêncio informativo ao longo da jornada do acontecimento e a filtração de vídeos e fotografias de muitos migrantes inconscientes, desatendidos, sangrentos, amontoados e mortos sob custódia policial, a situação atraiu uma repercussão mediática e uma consternação internacionais. O Presidente do Governo da Espanha daquela, Pedro Sánchez Pérez-Castejón (PSOE) justificou a intervenção e apontou que «há que reconhecer o extraordinário trabalho que fez o Governo marroquino em coordenação com as forças e corpos de seguridade do Estado de Espanha para intentar evitar um assalto violento e bem resolvido por parte das duas forças de seguridade», além de reconhecer e agradecer «a importância de termos umas relações com um sócio estratégico como é Marrocos» e culpar as máfias como as únicas culpáveis dos feitos.
Este episódio de matança corresponde a uma série histórica de acontecimentos como a tragédia do Tarajal de 2014 em Ceuta, que situam Melilha e, por tanto, toda a fronteira entre Espanha e Marrocos, como um símbolo da tragédia internacional quanto à política migratória falida da União Europeia.